# Andrew Wells

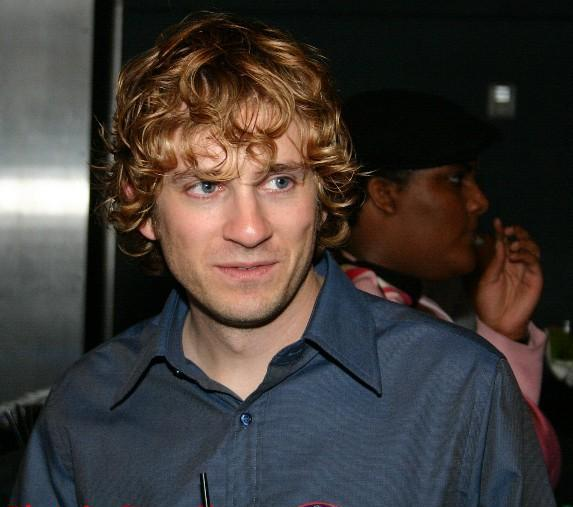
Andrew Wells

Andrew Wells es un personaje ficticio de la serie de televisión Buffy la Cazavampiros, interpretado por El actor Tom Lenk. 
Forma junto a Warren Mears y Jonathan Levinson el grupo conocido como El Trío que quieren tomar Sunnydale y destruir a la Cazadora.
Es el único personaje del Trío que aparece en la última temporada como él mismo y no bajo forma de demonio, siendo también el único que trabaja junto a la Scooby Gang y las demás cazadoras potenciales en la última temporada en televisión.

## Historia del Personaje
Su primera aparición en la serie es en el capítulo 6 x 04 donde junto a los demás miembros de El Trío, Warren Mears y Jonathan Levinson, decide luchar contra la Cazadora para poder tomar Sunnydale y realizar experimentos y hechizos en la ciudad.
Resulta ser el hermano del chico que en el capítulo El baile soltó a perros salvajes para arruinar El Baile de Graduación, aunque finalmente Buffy lo detiene.
Su capacidad está en el control de demonios. 

## Personaje y actor
En un principio, los productores, tenían pensado que fuera Tucker el que guiara al Trío, pero el actor se negó, y crearon a Andrew, su hermano.
Andrew, bajo las órdenes de Warren Mears - como El Primero -, termina con la vida de Jonathan Levinson, desatando una serie de acontecimientos que lo llevan a buscar la redención y terminar luchando contra el mal en la gran pelea.

## Apariciones
Buffy the Vampire Slayer
Sexta temporada:
6x04 Inundados
Séptima temporada:
Ángel
- 5x20 La chica en cuestión

- Datos: Q2714206